# Dendrobium laxiflorum
Dendrobium laxiflorum är en orkidéart som beskrevs av Johannes Jacobus Smith. Dendrobium laxiflorum ingår i släktet Dendrobium, och familjen orkidéer. Inga underarter finns listade i Catalogue of Life.